# 구아르치노
구아르치노(이탈리아어: Guarcino)는 이탈리아 라치오주 프로시노네도에 위치한 코무네다. 로마로부터 동쪽 70km, 프로시노네로부터 북쪽 20km 거리에 있다.